# Jubrile Belo
Jubrile Izuhunwa Belo-Osagie (Londres, 27 de junio de 1998) es un baloncestista inglés que pertenece a la plantilla del Stade rochelais de la Pro B, la segunda división francesa. Con 2,06 metros de estatura, juega en la posición de ala-pívot.

## Trayectoria deportiva

### Universidad
Comenzó su andadura universitaria en el Lamar Community College en Lamar, Colorado, donde disputó dos temporadas, aunque en la primera solo jugó siete partidos tras una fractura de su tibia izquierda. En su única temporada completa promedió 15,0 puntos, 8,8 rebotes y 2,1 tapones por partido.
Se comprometió a ser transferido a los Bobcats de la Universidad Estatal de Montana - Bozeman en noviembre de 2018, donde jugó cuatro temporadas más, en las que promedió 13,1 puntos, 6,3 rebotes y 1,3 tapones por partido. En su temporada senior, Belo fue nombrado Jugador del Año de la Big Sky, Jugador Defensivo del Año y fue incluido por unanimidad para el mejor quinteto de la conferencia. Regresó para una temporada adicional otorgada por la NCAA debido a la pandemia de COVID-19.

#### Estadísticas
| Año     | Equipo        | PJ  | PT  | MPP  | %TC  | %3P  | %TL  | RPP | APP | ROB | TPP | PPP  |
| ------- | ------------- | --- | --- | ---- | ---- | ---- | ---- | --- | --- | --- | --- | ---- |
| 2019–20 | Montana State | 31  | 31  | 26.2 | .612 | –    | .750 | 6.4 | .7  | .5  | 1.2 | 13.1 |
| 2020–21 | Montana State | 23  | 23  | 25.3 | .618 | .000 | .748 | 5.9 | 1.0 | .5  | 1.3 | 14.0 |
| 2021–22 | Montana State | 34  | 33  | 26.9 | .579 | .500 | .716 | 6.7 | 1.1 | .5  | 1.8 | 12.8 |
| 2022–23 | Montana State | 35  | 35  | 24.5 | .582 | .000 | .727 | 6.0 | 1.0 | .7  | .9  | 12.8 |
| total   | total         | 123 | 122 | 25.7 | .596 | .300 | .734 | 6.3 | .9  | .6  | 1.3 | 13.1 |

### Profesional
Tras no ser elegido en el Draft de la NBA de 2023, el 7 de julio fichó por el Stade Rochelais Basket de la LNB Pro B, el segundo nivel del baloncesto francés.